# Topfield
TOPFIELD Co., Ltd. ist ein südkoreanischer Unterhaltungsmedienhersteller. Seit 2000 stellt Topfield Set-Top-Boxen und PVR her und exportiert seine Produkte in etwa 40 Länder.
Als Besonderheit bei den PVR von Topfield gelten seine offenen Software-Schnittstellen der 5000er, 6000er und SRP-Serie. Dadurch lässt sich der Funktionsumfang der mitgelieferten Software durch sogenannte TAPs (in Anlehnung an Topfield Application Protokoll) erweitern. Nicht zuletzt dadurch hat sich eine regelrechte Fangemeinde mit über 37.000 registrierten Benutzern (Stand 06/2011). entwickelt.
Seit Januar 2007 hat Topfield auch HDTV-fähige Satellitenempfänger im Programm. Die ersten HDTV-fähigen Satellitenempfänger unterstützten die TAP-Funktionalität jedoch nicht.
Seit Mai 2009 ist von Topfield eine neue Generation HDTV-fähiger Satellitenempfänger verfügbar. Diese Geräteserie nennt sich SRP (für Kabelempfang CRP) und bietet wieder die beliebte TAP-Schnittstelle. Da es sich bei der SRP-Serie um eine völlig andere Hardware handelt, mussten die TAPs für die Geräte der TF5000PVR-Serie teilweise angepasst werden.
Trotz der nötigen Anpassungsarbeiten sind die meisten TAPs inzwischen auch für die SRP-Serie verfügbar.
Im November 2010 hat Topfield die ersten Receiver mit CI+-Schnittstelle auf den Markt gebracht.
Diese Receiver sind somit die ersten Topfield-Receiver, die offiziell den Empfang von HD+ ermöglichen.
Im April 2011 brachte Topfield seinen ersten HDTV-fähigen Kabelempfänger mit Twin-Tuner und CI+ Schnittstelle auf den Markt. Da bei vielen Kabelnetzbetreibern inzwischen auch CI+-Module angeboten werden, kann dieser Receiver in vielen Kabelnetzen verwendet werden.
Topfields Festplattenrekorder speichern die Aufnahmen als Dateien mit *.REC-Endung, die ähnlich zu Transportströmen (TS) aufgebaut sind. Eine Umwandlung von RECs mit enthaltenem MPEG-4-Inhalt ins TS-Format ist möglich und lässt die Aufnahme auch auf den meisten PCs abspielen und weiterbearbeiten.
Topfield-PVRs sind bei tauben Menschen besonders beliebt, da die Receiver die Untertitel (DVB wie Videotext) mit aufzeichnen.
Durch spezielle TAPs konnten die PVRs der Marke Topfield auch viele blinde Kunden gewinnen, da es nun möglich war, eine Sprachausgabe für die Receiver zu realisieren.
Seit November 2016 steckt Topfield Korea offenbar in einer Umstrukturierung. Als Folge davon ist die Europa-Zentrale weder telefonisch noch per E-Mail erreichbar. Der Shop ist zwar noch online, es werden aber – trotz Vorauszahlungen – keine Lieferungen mehr ausgeführt. Der technische Support ist ebenfalls nicht mehr vorhanden; eingesandte Artikel sind nicht mehr auffindbar.